# Lescun
Lescun là một xã trong tỉnh Pyrénées-Atlantiques, thuộc vùng Nouvelle-Aquitaine của nước Pháp, có dân số là 203 người (thời điểm 1999). Lescun nằm về phía nam của Bedous trong một thung lũng của Vallee d'Aspe.